# 守口市民体育館
守口市民体育館（もりぐちしみんたいいくかん）は、大阪府守口市にある体育館。
1984年（昭和59年）に開館。守口市が保有し、指定管理者として株式会社オーエンスが維持管理している。市民スポーツに使用される事が非常に多い施設だが、プロバスケやバレーボールといった公式戦も開催される。

## 施設概要

### バスケットボール大阪エヴェッサのホームゲーム開催会場
2005年（平成17年）から毎年開催されるようになった。また、収容観客数が2000人程度とはいえ、コートと客席が近く試合が非常に見やすいことから、大阪エヴェッサブースターの評判も非常に良い。
- 2005 - 06年シーズン：2試合
- 2006 - 07年シーズン：6試合
- 2007 - 08年シーズン：4試合
- 2008 - 09年シーズン：プレイオフ2試合
- 2009 - 10年シーズン：4試合
- 2010 - 11年シーズン：4試合
- 2011 - 12年シーズン：4試合
- 2012 - 13年シーズン：2試合
- 2013 - 14年シーズン：4試合
- 2014 - 15年シーズン：2試合

また過去に、最寄の守口市駅前にある京阪百貨店が、当体育館で行われるエヴェッサの試合でゲームスポンサーになった時、試合日に限り、エヴェッサおみくじを京阪百貨店守口駅前店のレシートを見せれば半額で引くことが出来るというイベントもあった（なお、京阪百貨店は大阪エヴェッサのスポンサーではない）。

### その他プロスポーツ使用
- 2008年から2013年までの間、日本バスケットボールリーグのパナソニックトライアンズ(現・和歌山トライアンズ)もここでホームゲームを開催していた。しかし、パナソニックのクラブチーム化によるフライチャンズ移転に伴い、トライアンズのホームゲーム開催はない状態にある。

- NBL・兵庫ストークスが、ホームゲーム2試合を2014-15シーズンに開催することが決定した。

- 辰吉丈一郎が、グレグ・リチャードソンとWBC世界バンタム級選手権試合を行ったことでも知られている。

## 所在地・交通アクセス
- 大阪府守口市河原町9番2号
京阪本線守口市駅から徒歩3分 または 地下鉄谷町線守口駅から徒歩約10分